# Touraine
Pour les articles homonymes, voir Touraine (homonymie).
1204–1790
Entités précédentes :
- Comté de Tours

Entités suivantes :
- Indre-et-Loire 
 Indre 
 Loir-et-Cher

La Touraine est une des anciennes provinces de France, située à l'ouest du territoire continental et héritière du comté de Tours (plus tard élevé en duché de Touraine). Le territoire a d'abord été disputé entre les maisons de Blois et d'Anjou, puis entre les rois de France et d'Angleterre. Au terme d'une reprise capétienne séculaire, le roi Philippe Auguste a fini par s'imposer face à la prestigieuse dynastie anglo-angevine des Plantagenêt entre 1204 et 1216. Depuis lors, toute la Touraine (et pas seulement la portion de la ville de Saint Martin de Tours) et quelques places fortes sont sous l'égide de la maison royale de France.
La ville de Tours est chef-lieu de généralité des pays tourangeaux, angevins et (céno)manceaux à la fin de l'Ancien régime. C'est pourquoi le département d'Indre-et-Loire a été créé à son intention en 1790, donnant lieu à d'âpres tractations, et s'est décalé vers l'ouest, préservant toutefois l'essentiel du vieux territoire provincial.
Le département d'Indre-et-Loire a incorporé à l'ouest les riches terres angevines de Bourgueil, Savigné-sur-Lathan, Gizeux et Château-la-Vallière (la Touraine angevine), ainsi que le Richelais, autrefois poitevin et commandé par la ville de Richelieu au sud de la vallée de la Vienne, et qu'au nord un fragment de la gâtine du Maine au-delà de la forêt de Beaumont. Par ce décalage, il a abandonné au Loir-et-Cher des terroirs aux champs ouverts au nord-est de Château-Renault et une partie des cours supérieurs de la Loire, de l'Amasse et du Cher, en particulier le petit pays de Montrichard et Pontlevoy, et surtout abandonné au département de l'Indre une partie sud-est de la cité gallo-romaine, savoir les hautes vallées de l'Indre et de l'Indrois, de la Claise avec la mythique Brenne tourangelle, plus importante que la berrichonne et la rive méridionale de la Creuse, également tourangelle en amont dès la forêt de la Guerche.

## Géographie
Traversée par la Loire et ses affluents, le Cher, l'Indre et la Vienne, irriguée au sud par la Creuse, la Touraine possède une longue tradition de batellerie et de flottage. Ses vignobles et ses cultures fruitières et maraîchères sont réputés depuis le Bas-Empire.
Au-delà des mutations parfois radicales, la géographie de la Touraine préserve ses « pays » traditionnels qui illustrent une remarquable diversité de terroirs de part et d'autre de la Loire : les basses terres, telles les Varennes tourangelles ou les îles de Loire, le Véron, cher à Rabelais, à la confluence entre la Loire et la Vienne, la Gâtine tourangelle, autrefois pays de landes et de forêts au nord de la Loire, de grandes forêts (forêts d'Amboise, de Chinon et de Loches), les plateaux, comme la Champeigne tourangelle ou les terres d'argiles à silex et de faluns de Sainte-Maure, les terres marécageuses de la Brenne.
Géologiquement, la Touraine fait partie du Bassin parisien.
Un parc naturel régional ne concerne qu'en partie l'ancienne province de Touraine : le Parc naturel régional Loire-Anjou-Touraine, situé entre Tours et Angers (en Maine-et-Loire).
La construction de la ligne TGV, qui relie Tours à Paris en moins d'une heure, en a fait un lieu de résidence pour des personnes travaillant dans la capitale et en quête de qualité de vie provinciale.

La province de la Touraine et les communes actuelles.

## Toponymie
La province tire son nom de la tribu des Turones ou Turoni. Son nom est mentionné sous la forme Turonia (sans date), Turoigne ou Toroinne en 1155 chez l'écrivain Wace. Il s'agit du radical Turon-, du nom de la tribu celte, auquel a été ajouté le suffixe latin -ia qui sert notamment à former des noms de pays, Turonia a régulièrement abouti à Turoigne, *Turoinne. La forme actuelle Touraine est due à une altération de la forme initiale.
Les vikings nommaient la Touraine, Túrskaland, puis Túskaland,,, nom formé sur la forme médiévale de Tours, à savoir Tors ou Turs + le suffixe vieux norrois -skr (forme courte de -iskr) servant à former des adjectifs, d'où, au génitif Turska- « Tourangeaux » + land « pays ». Plus tard, il y a eu assimilation de [r] à [s], c'est-à-dire Tuskaland. L'assimilation en vieux norrois est fréquente dans ce cas précis, par exemple dans le nom de la ville de Burstaborg > Bustaborg ou le nom de personne Tosti, hypocoristique de Þórstæinn. En plus d'avoir un terme désignant la Touraine, les Vikings appelaient la Loire, Leira, nom qui est encore le sien en islandais.

## Histoire
La Touraine est peuplée depuis le Paléolithique. La province tire son nom de la tribu des Turones ou Turoni, sans qu'il soit possible d'affirmer qu'il s'agissait du peuple autochtone héritier de la culture du Grand-Pressigny, ou s'il s'agissait d'une immigration postérieure à la fin du Néolithique d'origine rhénane. Politiquement organisés, les Turons ont comme voisins les Andecavi occupant — au sens archéologique — l'Anjou, les Pictones ou Pictavi du Poitou, les Bituriges Cubi du Berry, les Carnutes de la région de Chartres et Aulerci Cenomani de la région du Mans. Épousant une logique d'intérêt nautique, les Turones sont proches des Andecavi et des petits peuples de la Loire. Les accords avec les Aulerques et les Bituriges, difficiles, s'imposent pour maintenir l'ancienne voie marchande de l'étain.

### Avant la reconquête de 1204
La Touraine est possédée par la maison d'Anjou, qui, par sa branche aînée et féminine de Plantagenêt, va cumuler les terres sous l'imperium du royaume d'Angleterre. Henri II se révèle, d'après les archives, un bienfaiteur pour la Touraine. Partout, une administration régulière et mesurée entreprend d'étendre, de consolider ou d'agrandir les levées, n'hésite pas à construire les ponts nécessaires en pierre. Le souverain protège et développe Tours. Ses enfants, Richard Cœur de Lion et Jean sans Terre, vivent une époque troublée, accablée de guerres. Le dernier tue le duc Arthur Ier de Bretagne, allié de la France à qui devait revenir la Touraine. Victorieux sur la maison d'Anjou-Plantagenêt, le roi de France, Philippe Auguste, impose une occupation militaire au terme des conquêtes, nommant en 1204, Guillaume des Roches, seigneur de Rochecorbon, sénéchal héréditaire de Touraine. Il faut attendre le traité de Chinon, en 1214, pour que Jean sans Terre abandonne ses droits.

### Touraine française
En 1312, la sénéchaussée héréditaire, acquise par Amaury de Craon, arrière-arrière-petit-fils de Guillaume des Roches, est cédée au roi de France. Désormais, la Touraine est devenue duché. Elle est souvent donnée en apanage à un fils de la maison de France, par exemple en 1360 à Louis Ier d'Anjou. Cette attribution n'empêche nullement la province d'attirer la cour. Après 1440, elle devient quasiment le siège de la royauté capétienne. Charles VII y réside, ce roi de Bourges est ainsi appelé par dérision d'historiens peu aptes à saisir sa puissance, ils auraient pu tout aussi bien le dénommer roi de Touraine par ses résidences, le parlement n'ayant qu'un temps bref été replié à Bourges. Le roi l'apprécie et décide la rédaction des coutumes entre 1453 et 1461. La Touraine est déjà un véritable laboratoire, tant par l'écriture administrative que par l'art de vivre et de bâtir, un modèle proposé ensuite aux autres provinces. 
Louis XI aime la province. Le souverain réside dans son château de Plessis-lès-Tours. Il comble de faveur Tours et met tout en œuvre pour la doter d'équipements dispendieux. Les rois Valois continuent d'y résider. Mais après les Guerres de Religion le ressort est brisé et la cour regagne Paris, happée par le renouveau du centralisme. La Touraine prend la couleur anonyme d'une vieille province paysanne qui semble ne briller que par le passé, si l'on se désintéresse de la vie des petits pays fascinants qui la composent.

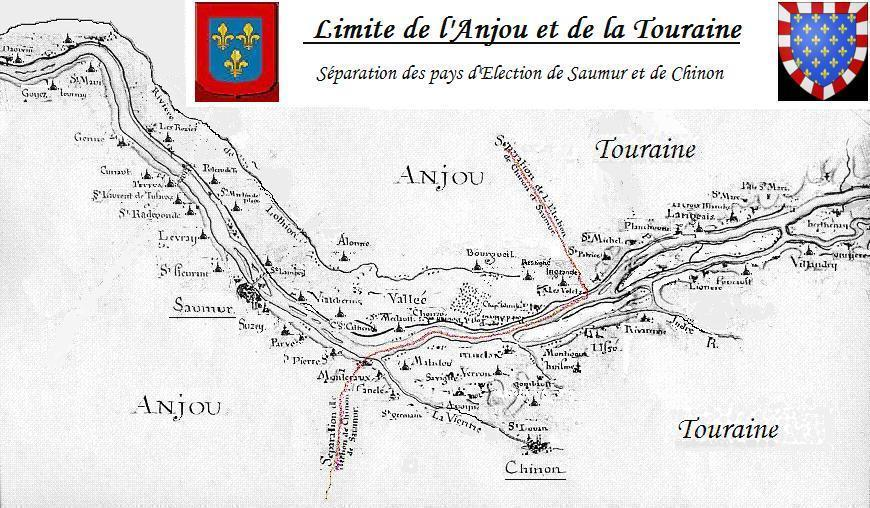
Limite de l'Anjou et de la Touraine de part et d'autre de la Loire au XVIIIe siècle
(Bourgueil faisait partie de la sénéchaussée de Saumur et de l'Anjou.)

### Le jardin de France
Surnommée « le jardin de la France » depuis la fin du XVe siècle, le séjour des rois Plantagenêt au XIIe siècle, puis des rois de France durant la guerre de Cent Ans et la Renaissance, la Touraine est célèbre par ses nombreux châteaux. On trouve une trace épistolaire de ce qualificatif en 1619 dans une correspondance en italien de Guy de Bentivoglio, nonce du pape en France destinée au duc de Montéléon, ambassadeur d'Espagne qui eut l'occasion de séjourner en Touraine (6).
Du Moyen Âge on peut citer quatre forteresses royales : Chinon, Langeais, Loches, Amboise, ainsi que les très nombreux châteaux et abbayes célèbres, sans compter les origines du château de Tours, au total plus d'une centaine d'édifices importants élevés par la famille de Foulque III d'Anjou dit « Foulque Nerra », comte d'Anjou, dont la légende est violente et cruelle, à l'image des dominants d'après l'an mil. L'œuvre de cette maison comtale d'Anjou, dont descendent les souverains Plantagenêts d'Angleterre est incontournable pour comprendre la mise en valeur et l'architecture médiévale du XIe et XIIe de la Touraine.
Loches, Langeais, Chinon muent dans leur cadre initialement austère et deviennent de superbes résidences de la fin du quattrocento.
À la Renaissance, le climat doux, les forêts giboyeuses et les beaux paysages jardinés attirent les résidences princières et royales. Les rois Valois placent ainsi la Touraine au cœur de l'histoire de France par :
- Amboise ;
- Azay-le-Rideau ;
- Chaumont ;
- Chenonceaux ;
- Ussé ;
- Villandry ;
- Ville de Richelieu .

Trois villages sont membres de l'Association des Plus Beaux Villages de France :
- Candes-Saint-Martin entre Chinon et Saumur ;
- Crissay-sur-Manse entre Sainte-Maure et Chinon ;
- Montrésor entre Loches et Vierzon.

### Les territoires départementaux
À la Révolution française, l'organisation des intendances provinciales française disparaît avec la création des départements, la Touraine se répartit dorénavant sur trois départements :
- l'Indre-et-Loire reprend le cœur et la grande part de la province, tout en s'étendant un peu à l'ouest vers l'Anjou, prenant sa frange occidentale correspondant au pays de Bourgueil et à celui de Château-la-Vallière, constituant l'Indre-et-Loire angevin dite Touraine angevine en raison du nom de la préfecture départementale ;
- le Loir-et-Cher happe quelques zones du nord-est de la Touraine, souvent maintenant assimilées à l'Orléanais ;
- l'Indre a incorporé le sud-est de la Touraine souvent assimilé au Bas-Berry.

Il faut noter que la gâtine de Montrésor, constamment tourangelle, apparaît aux folkloristes lucides des années 1860-1900 en marge du Berry. La vie rurale typique de Touraine a été préservée dans les années 1930 dans le cœur de l'arrondissement de Loches, dans les contrées environnant Ligueil, au sud des bas plateaux de Sainte-Maure.

## Culture

### Gastronomie
La Touraine possède des spécialités culinaires reconnues telles que :
Le sainte-maure-de-touraine (fromage de chèvre AOP), les rillettes de Tours (IGP), les rillons, le nougat de Tours, les poires tapées, les macarons de Cormery (aussi appelés nombrils de frère Jean du fait du trou au centre du biscuit), les fouaces ou fouées tourangelles, l'andouillette au Vouvray, la beuchelle (plat à base de ris et rognon de veau, champignons et crème fraîche), la géline de Touraine (poule), les vins de Loire (Azay-le-Rideau, chinon, bourgueil, touraine, saint-nicolas-de-bourgueil, Montlouis-sur-Loire, Vouvray…), les poissons de Loire, les eaux de vie (de poire ou de prunes), les sucres d'orges de Tours, la citrouille de Touraine, etc.

### Langue[6]

Une carte des langues et dialectes de la France et des régions frontalières. On peut y voir le tourangeau.

La Touraine a eu un dialecte régional le « tourangeau » (proche du poitevin et de l'angevin) aujourd'hui comme la plupart des langues d’oïl ce dialecte est presque totalement disparu du fait de sa proximité avec le français. Cependant la Touraine est connue pour être le berceau de la langue française avec l'Île-de-France et est souvent prise comme référence pour son absence d'accent.

« Les bons Tourangeaux sont simples comme leur vie, doux comme l’air qu’ils respirent, et forts comme le sol puissant qu’ils fertilisent. On ne voit sur leurs traits bruns ni la froide immobilité du Nord, ni la vivacité grimacière du Midi ; leur visage a, comme leur caractère, quelque chose de la candeur du vrai peuple de Saint Louis ; leurs cheveux châtains sont encore longs et arrondis autour des oreilles comme les statues de pierre de nos vieux rois ; leur langage est le plus pur français, sans lenteur, sans vitesse, sans accent ; le berceau de la langue est là, près du berceau de la monarchie. »

— Alfred de Vigny, Cinq-Mars ou Une conjuration sous Louis XIII, 1826
Malgré tout, quelques mots du tourangeau ou d'ancien français subsistent encore aujourd'hui, tel que : « une arnapée » (une grosse pluie), « les drôles » ou « les drouillères », au féminin, (les enfants), etc.

### Sports

#### La batellerie
La batellerie a toujours une place de premier ordre sur la Loire comme sur le cher. Les bateaux à fond plat tels que les toues, les fûtreaux ou encore les gabares font partie des symboles de la Loire depuis des siècles pour le transport de marchandises, la pêche ou les loisirs. Des associations comme « Les bateliers du cher » construisent encore des bateaux traditionnels pour la navigation de plaisance.

#### Football
Le Tours Football Club (TFC) était le club phare de la Touraine. Il a évolué en Régional 1 lors de sa dernière saison 2024-2025. La section féminine principale était le Tours Football Club Féminin, évoluant en troisième division nationale.

### Loisirs

#### Chant traditionnel
Du véron jusqu'à l'olive (d'origine inconnue).

#### Carnaval
Carnaval de Manthelan, plus grand carnaval de la région, créé en 1869. En effet, depuis 151 ans, les carnavaliers de Manthelan préparent de septembre jusqu’à la date du carnaval des chars géants qui défilent par la suite dans les rues du village de 1 400 âmes. Chaque année, des milliers de personnes viennent admirer le défilé de chars accompagné de nombreux groupes musicaux. Cette manifestation et l'engagement des bénévoles a valu au carnaval sa place dans le Patrimoine culturel immatériel national.

## Économie
Pour développer son économie sur le plan local, la CCI de Touraine a choisi de mettre en place un dispositif nommé « Achat Touraine ». À travers une plateforme dédiée en ligne, les commerçants ont la possibilité de disposer d'un véritable site de commerce en ligne, afin de leur permettre de développer leurs ventes en ligne et en magasin.

### Agriculture et viticulture
La Touraine est une importante région viticole, produisant plusieurs vins classés, tels les AOC Vouvray, Chinon, Bourgueil, Saint-Nicolas-de-Bourgueil, Montlouis-sur-Loire et bien sûr Touraine et ses déclinaisons (Touraine-Amboise, Touraine-Chenonceaux, Touraine-Azay-le-Rideau, Touraine-Noble Joué).

### Monnaie locale
- La Gabare est le nom de la monnaie locale lancée en Touraine courant 2016.

## Tourisme
« La mollesse de l'air, la beauté du climat, une certaine facilité d'existence et la bonhommie des mœurs y étouffent bientôt le sentiment des arts, y rétrécissent le plus vaste cœur, y corrodent la plus tenace des volontés »

— Honoré de Balzac, L'Illustre Gaudissart, 1832
La région du Val de Loire avec ses châteaux (tels que le Château-la-Vallière, le Château des Sept Tours), ses paysages et son vignoble est une région très touristique. En 2000, l'Unesco a fait du Val de Loire un espace majeur du patrimoine de l’humanité en l’inscrivant, au titre des paysages culturels. Sur près de 250 kilomètres est en effet constitué un ensemble unique, mélange de richesses naturelles et d’interventions humaines.

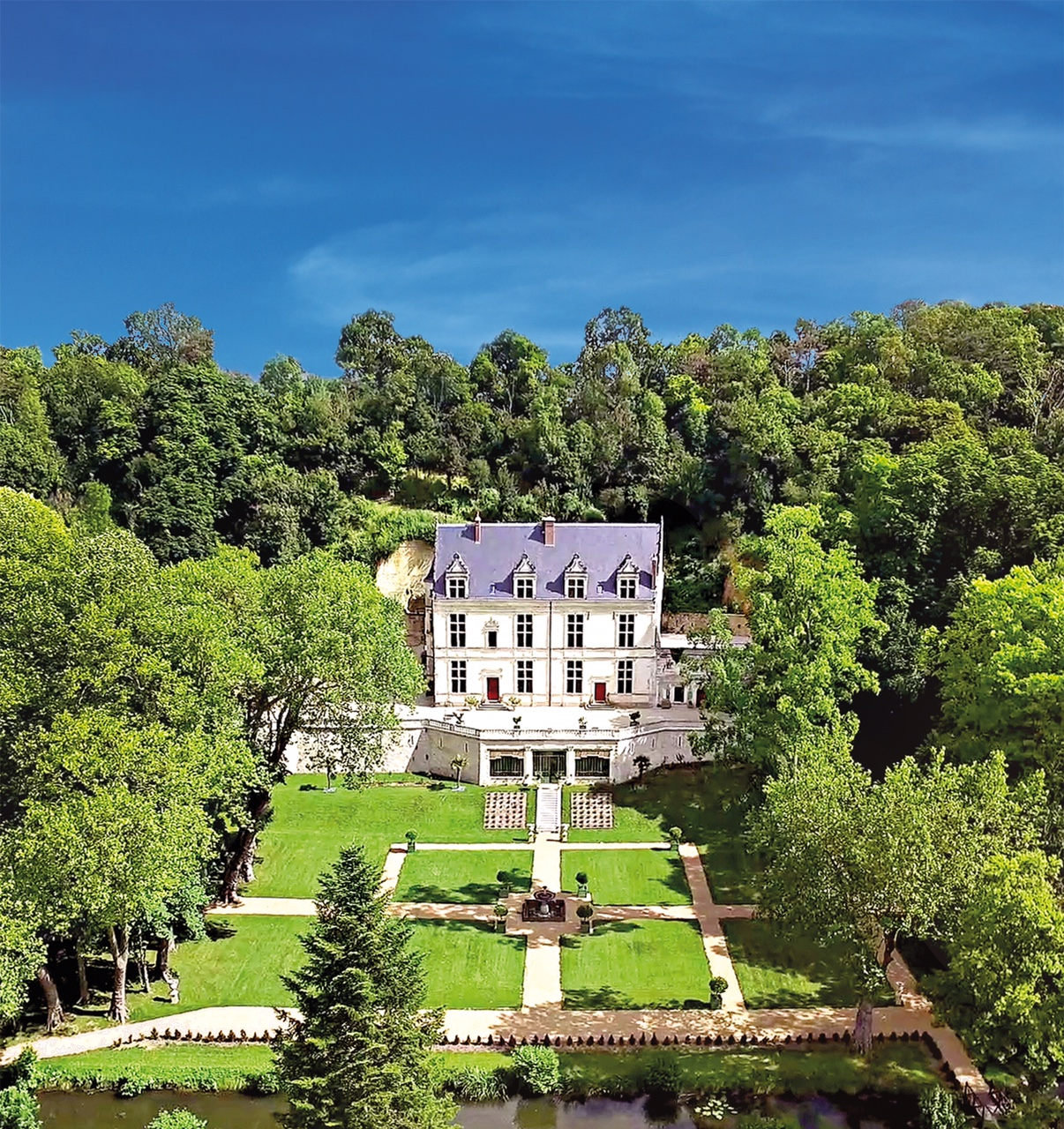
Château-Gaillard (Amboise).

La Touraine présente un important patrimoine historique grâce à sa riche histoire : la Dynastie des Rois franco-anglais Plantagenêt, la Renaissance importée d’Italie, les échanges commerciaux tous azimuts portés par le cours de la Loire… La richesse architecturale couvre une période courant du Moyen Âge, dont la plus parfaite illustration est la présence des forteresses de Loches et de Chinon, jusqu’à l’entre deux guerres (Château de Candé à Monts, lieu du mariage du Duc de Windsor et de Wallis Simpson en 1937), en passant par le témoignage de la Renaissance que constituent les châteaux d'Amboise, de Chenonceau, Château-Gaillard (Amboise) ou d'Azay-le-Rideau.
La Loire offre des lieux aux lignes en mouvement continu, des îles et des bancs de sable aux reliefs changeants qui donnent l’impression d’un tableau en perpétuelle évolution. Sa lumière si particulière a attiré des peintres dont William Turner. Les abords du fleuve ont été spécialement aménagés pour accueillir l'itinéraire « La Loire à Vélo » (section du tronçon complet EuroVelo 6). Pour naviguer sur le fleuve, deux possibilités existent : bateaux-promenades (notamment des gabares) et canoë-kayak.

## Personnages célèbres
Par ordre chronologique.
- Martin de Tours, saint Martin, (~316-397), évêque de Tours.
- Grégoire de Tours (538-593) ou saint Grégoire, évêque de Tours, auteur de L'Histoire des Francs.
- Vivien de Tours, mort en 851, comte de Tours et général de l'empereur Charles le Chauve.
- Antoine-Amory de Montier, duc de Montier, valeureux gagnant des attaques anglaise au côté du roi, à la tête du duché de Touraine de 1313 à 1356[réf. nécessaire]
- Charles VII (roi de France), (1403-1461), installe en 1427 sa cour à Chinon d'où il entreprend la conquête du royaume.
- Louis XI (1423-1483).
- Dom Pacello da Mercogliano (1453-1534), moine Jardinier et botaniste à Château-Gaillard (Amboise).
- François Rabelais (1493-1553), écrivain.
- Pierre de Ronsard (1524-1585).
- René Descartes (1596-1650), philosophe et mathématicien.
- Moïse Amyraut (1596-1664), théologien protestant.
- Claude Quillet (1602-1661), poète.
- Marquis de Cinq-Mars (1620-1642), ami du Roi Louis XIII, Grand écuyer de France, trahit le roi et Richelieu dans la conspiration dite de Cinq-Mars. Décapité en 1642.
- François Pidou, chevalier de Saint-Olon, diplomate français aux temps de Louis XIV.
- Louise de La Vallière, (1644-1710), première maîtresse officielle de Louis XIV.
- Hervé-Albert-Jules de Montier (1744-1802), marquis de Montier, député à l'Assemblée nationale, défend les droits de l'homme et l'abolition de privilèges[réf. nécessaire]
- Pierre Bretonneau, célèbre clinicien français, professeur et médecin en chef de l'hôpital de Tours.
- Paul-Louis Courier (1772-1825), pamphlétaire français.
- Alfred de Vigny (1797-1863), poète, écrivain.
- Honoré de Balzac (1799-1850), romancier, écrivain.
- Victor Le Febvre (1824-1892), écrivain républicain.
- Jacques-Marie Rougé (1873-1956), folkloriste et écrivain régionaliste.
- Georges Courteline (1858-1929), romancier, dramaturge.
- René Boylesve (1867-1926), romancier, écrivain, critique.
- Ivette de Montier (née à Veigné en 1919), duchesse de Montier et vicomtesse de Malvergne, résistante pendant l'Occupation allemande. Son château est utilisé pour cacher les œuvres d'art du musée du Louvre et sert également de refuge à certains résistants[réf. nécessaire]
- Henri Dutilleux, compositeur ayant vécu à Candes-Saint-Martin avec la pianiste Geneviève Joy.
- Raymond Mauny, historien.
- Gérard Cordier, préhistorien (CNRS), né à Tours.
- Jackie de Montier (né à Veigné en 1943), marquis de Montier, célèbre homme d'affaires européen, connu pour son domaine viticole réputé.
- Stéphanie Vincent écrivain née en 1977.
- Gonzague Saint Bris (1948-2017), écrivain et journaliste, né à Loches.
- Jacques Villeret (1951-2005), comédien, né à Loches.
- Martine Le Coz, écrivaine, née en 1955.
- Anne Bouin, écrivaine, née à Tours en 1954.
- Claire Braud, dessinatrice de bande-dessinée, née en 1981 à Tours. Dit fort joliment de sa province natale : « Aucun envahisseur n'est jamais passé sur les femmes de Touraine… jusqu'à moi ! ».

## Jumelages
- Khouribga (Maroc)
- Gafsa (Tunisie)